# Chocolat Corné Port Royal
Corné Port Royal est une marque de chocolat belge, fabriquée par l'entreprise Vanparys et distribuée en franchise sous le nom de la marque.

## Histoire
En 1932, Maurice Corné ouvre à Bruxelles une chocolaterie spécialisée dans les pralines, appelée Corné Côte de France. La marque rachète en 1966 la société Corné Barrière, fondée en 1946 par Joseph Corné, le frère de Maurice[source insuffisante].
En 1977, la société décide de s'implanter à Istanbul et de vendre ses activités bruxelloises. Celles-ci, devenues Corné Port-Royal, sont rachetées par la chocolaterie Mondose, autre figure du chocolat belge.
En 1990, la marque est rachetée par les Chocolats Vanparys, spécialisés dans les pralines. La société actuelle dispose de 35 boutiques dans le monde, principalement en Belgique et en France[source insuffisante].

## Produits
Corné Port-Royal produit plus de 80 variétés de chocolat, parmi lesquels des chocolats pralinés, des chocolats à la crème, des ganaches, giandujas, ainsi que des massepains.